# 河內縣 (日本)
河內縣是日本於1869年為管轄過去幕府在河內國的直屬領地及旗本領地所設立的縣，分布在現今的大阪府東部；但僅存在半年就被廢除併入堺縣。

## 歷史
江戶時代幕府在大阪設有大坂町奉行負責管轄周邊包括位於河內國的幕府直屬領地及旗本領地；1868年江戶幕府結束後，新政府最初將位於河內國的幕府領及旗本領劃由大坂裁判所司農局管理，此後又將大坂裁判所司農局依據所在舊國位置拆分為南北兩個，位於原河內國的部分則劃為大坂裁判所南司農局管理，1869年廢除大坂裁判所南司農局，改設立河內縣接替，縣政府設於若江郡八尾町（位於現在的八尾市）。
但僅半年後，河內縣即在同年被併入堺縣。

## 歴任知事
| 職稱       | 姓名   | 上任日期              | 卸任日期              | 備註         |
| ---------- | ------ | --------------------- | --------------------- | ------------ |
| 空缺       | 空缺   | 1869年1月20日（舊曆） | 1869年1月22日（舊曆） |              |
| 知事       | 税所篤 | 1869年1月22日（舊曆） | 1869年7月17日（舊曆） | 前大阪府判事 |
| 空缺       | 空缺   | 1869年7月17日（舊曆） | 1869年8月2日（舊曆）  |              |
| 參考資料： |        |                       |                       |              |